# طومي بروكس
طومي بروكس (بالإنجليزية: Tommy Brooks) (6 يونيو 1954 - 29 يوليو 2025) هو ملاكم أمريكي.

## روابط خارجية
- طومي بروكس على موقع بوكس ريك (الإنجليزية) (registration required)